# Samuel Sandmel
Samuel Sandmel (* 23. September 1911 in Dayton (Ohio); † 4. November 1979 in Cincinnati) war ein amerikanischer Rabbiner und Alttestamentler. Er beschäftigte sich unter anderem mit dem jüdisch-christlichen Dialog.

## Wirken
Sandmel war Professor für Altes Testament und hellenistische Literatur am Hebrew Union College (Jewish Institute of Religion) in New York City.
Er beschäftigte sich mit dem christlich-jüdischen Dialog und Apologetik. Er gehörte zu den ersten Religionswissenschaftlern, deren Werke in der Volksrepublik China nach der Öffnung in den 1990er Jahren rezipiert wurden.

## Werke
- The Hebrew Scriptures. An Introduction to their Literature and Religious Ideas. Oxford University Press, New York 1978.
- Abraham in normative and Hellenistic Jewish tradition. Yale, (Doktorarbeit), Hebrew Union College Annual, v. 25 & 26.
- The enjoyment of Scripture, Oxford University Press, 1978.
- Jewish understanding of the new testament 1956.
- Herod, Profile of a Tyrant (dt. Übersetzung: Herodes. Bildnis eines Tyrannen.)
- A little book on religion (for people who are not religious).
- After the Ghetto: Jews in Western Culture, Art, and Intellect.
- Alone atop the mountain.
- Anti-Semitism in the New Testament?
- Josephus: the Man and the Historian.
- We Jews and Jesus, - New York: Oxford Univ. Press, 1965.